# Carro de limpieza

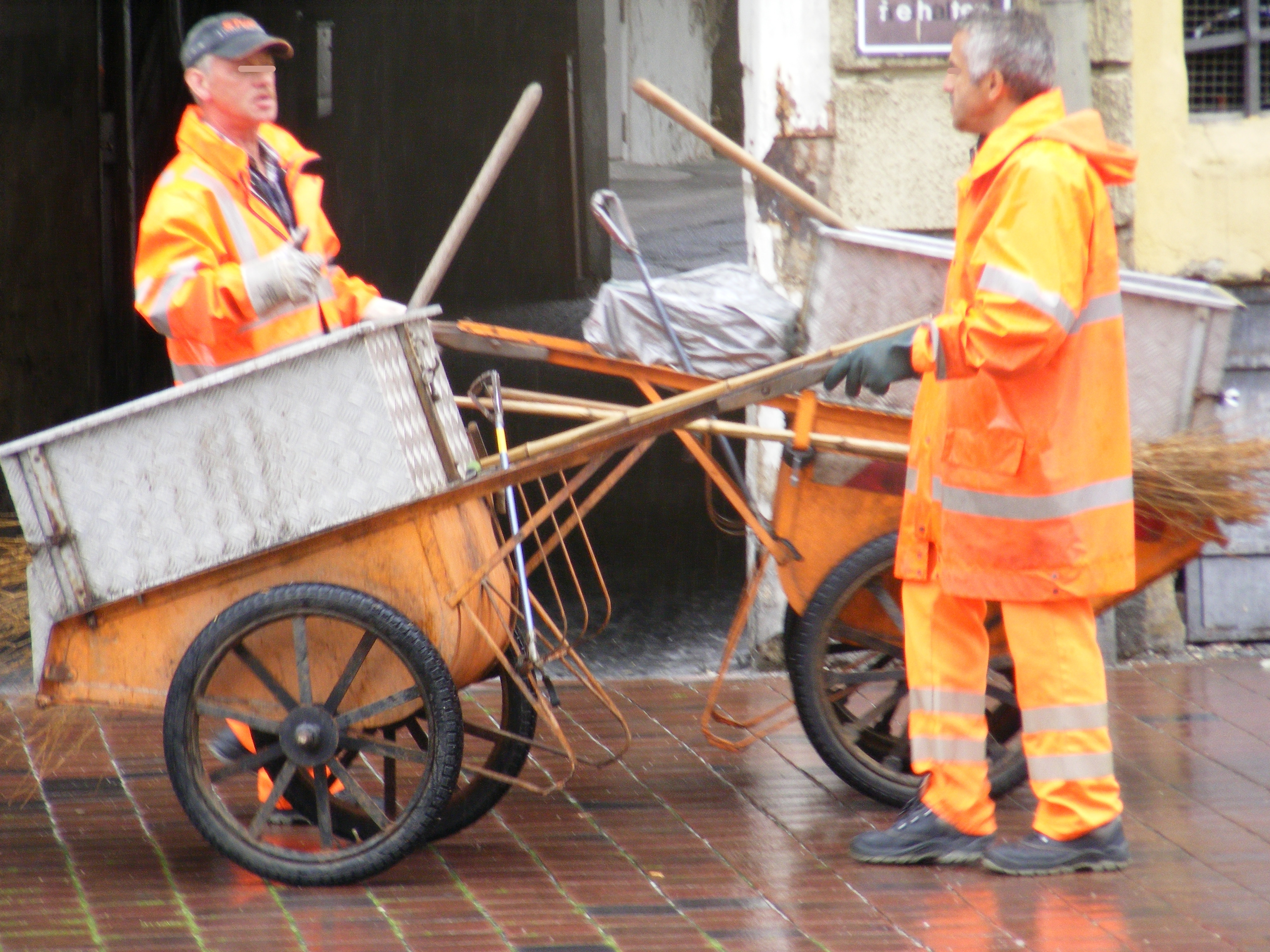
Barrenderos con carros de limpieza

Un carro de limpieza es un carro en el que los profesionales de la limpieza transportan los diferentes utensilios necesarios para realizar su trabajo en un edificio o vía pública. 
Los carros de limpieza se encuentran de diferentes tamaños y funcionalidades en función de la actividad a que se destina. Por lo general, llevan un bastidor para colgar las bolsas de basura así como una plataforma para colocar el cubo de limpieza. También incorporan varias bandejas para transportar útiles como esponjas, cepillos, bayetas o papel higiénico. Finalmente, suelen llevar ganchos para colgar trapos, gamuzas o rollos de papel. 
El mantenimiento de un carro de limpieza debe ser periódico retirando la suciedad incrustada y el polvo y desinfectando la estructura. 
Como tipos específicos de carros se pueden citar los siguientes:
- Carro de barrendero. Consta básicamente de uno o dos cubos en los que se va depositando la basura que va recogiendo en su trabajo. También cuenta con enganches para las escobas y soportes para el capazo y recogedor.
- Carro de jardinero. Consiste en un soporte con ruedas sobre el que se coloca un gran saco o bolsa en el que se van introduciendo las hojas, ramas y otros restos del jardín.
- Carro friegasuelos. Cuenta con dos cubos de agua con escurridor. Uno lleva agua limpia con desinfectante y en el otro se escurre el agua sucia.

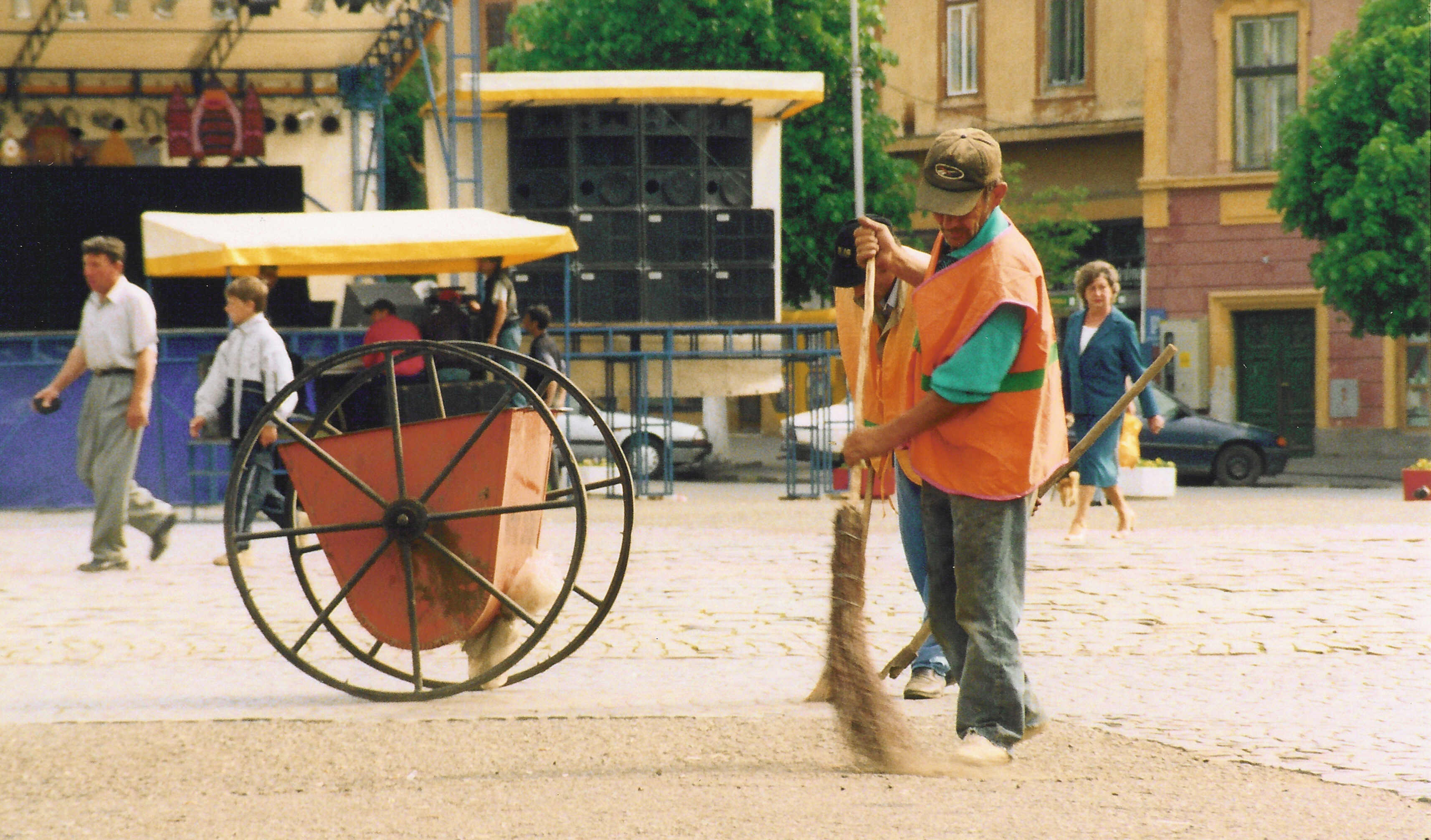
Carro de limpieza
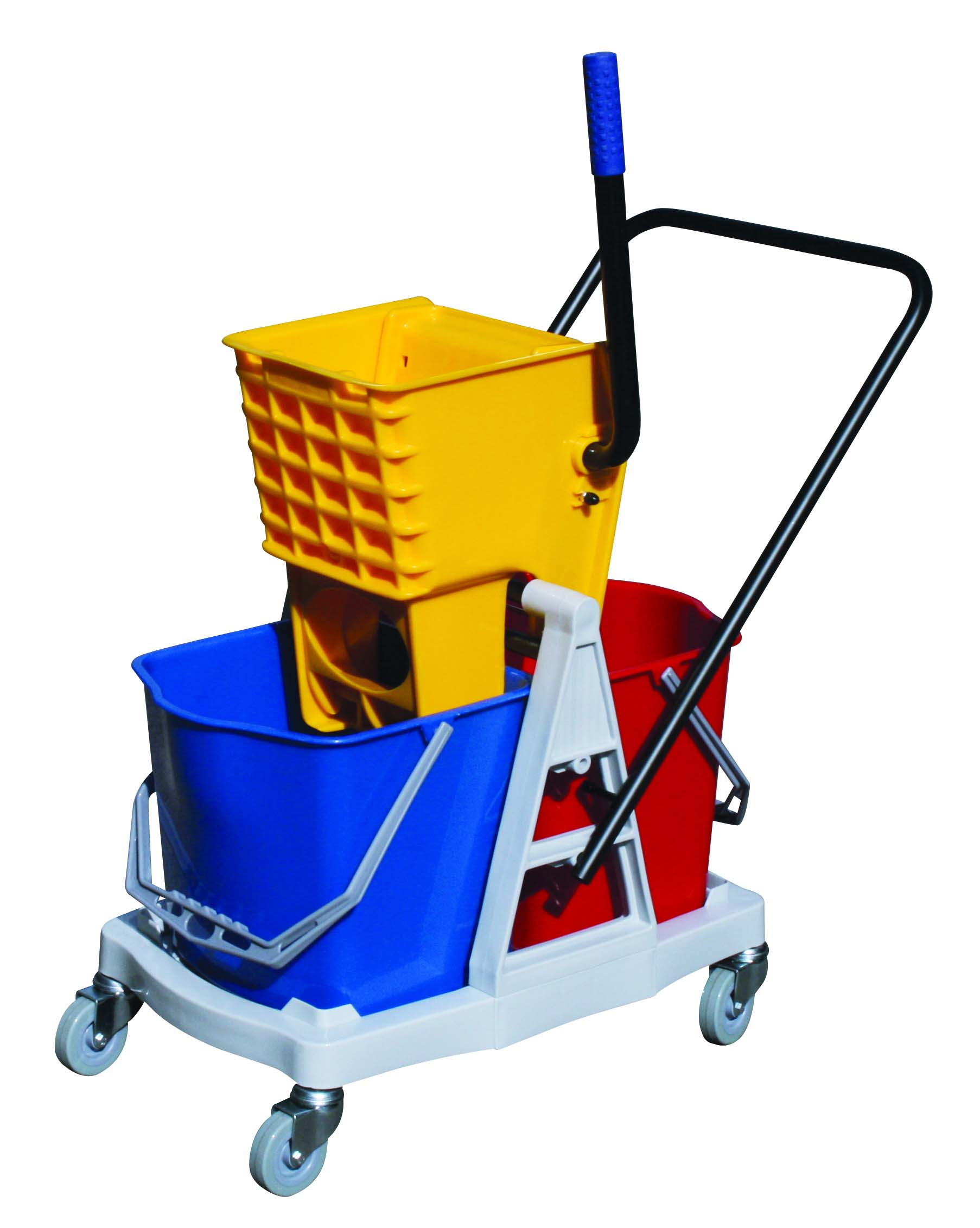
Carro friegasuelos
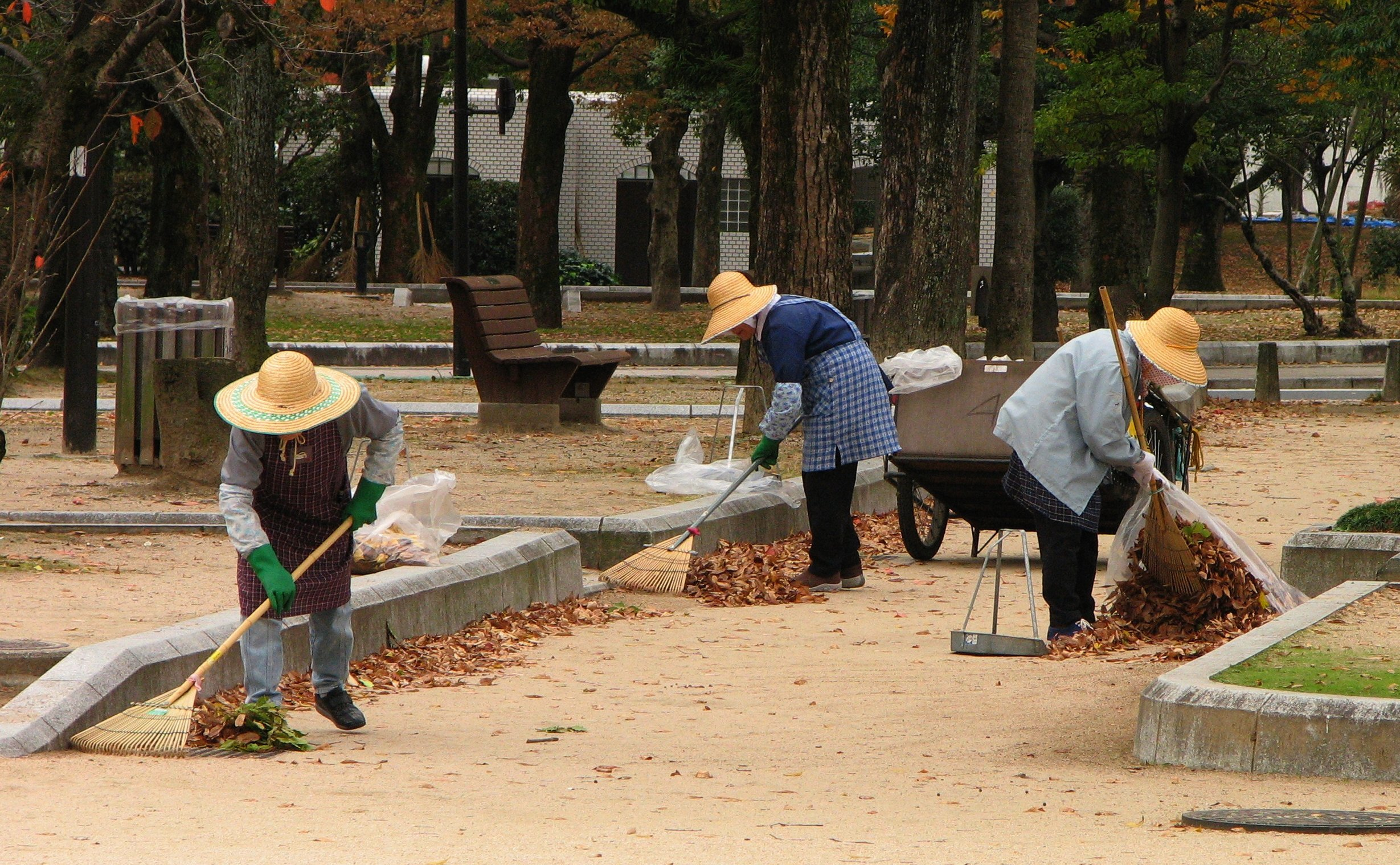
Jardineros con carro

- Datos: Q2880926